# Wadachaur
Wadachaur – gaun wikas samiti w zachodniej części Nepalu w strefie Rapti w dystrykcie Rolpa. Według nepalskiego spisu powszechnego z 2011 roku liczył on 1068 gospodarstw domowych i 5815 mieszkańców (3254 kobiety i 2561 mężczyzn).